# El mariachi
El mariachi és una pel·lícula estatunidenco-mexicana dirigida per Robert Rodriguez, estrenada l'any 1992. És el primer llargmetratge del director. Ha estat doblada al català.

## Argument
Dos estrangers desembarquen en una ciutat perduda de Mèxic. Un d'ells és Mariachi i busca un lloc on treballar. El segon, Azul, és allà per recuperar la part del botí que el seu vell associat Mauricio (Moco) ha « oblidat » de pagar. Els dos homes comparteixen punts comuns: van vestits de negre i cadascú porta un estoig de guitarra. Segur que el del mariachi conté una guitarra, mentre que el d'Azul és ple d'armes. Els esbirros de Moco confonen els dos homes i és el començament dels problemes pel mariachi…

## Repartiment
- Carlos Gallardo: el mariachi
- Consuelo Gómez: Domino
- Jaime de Hoyos: Bigotón
- Peter Marquardt: Mauricio (Moco)
- Reinol Martinez: Azul
- Ramiro Gómez: el bàrman

## Producció

### Gènesi del projecte
El film va estat molt difícil de preparar per Robert Rodriguez. Va aconseguir amb moltes dificultats el pressupost de 7.000 dòlars, fins i tot participant en unes proves d'un nou fàrmac d'un laboratori farmacèutic. Aquesta suma va permetre sobretot comprar una càmera de bona qualitat.

### Repartiment dels papers
El paper principal va ser pel productor i amic de Rodriguez, Carlos Gallardo. Per la resta del repartiment, el director va demanar aficionats en el lloc mateix del rodatge. Així, va confiat papers als periodistes locals que criticaven el rodatge a la seva ciutat. Per interpretar els « pistolers » del film, Robert Rodriguez va tenir dificultats per trobar adults. Així, nombrosos dolents són interpretats per adolescents.

### Rodatge
El film ha estat rodat a Mèxic, principalment a la ciutat de Ciudad Acuña a l'Estat de Coahuila.
Robert Rodriguez ha fet servir nombroses astúcies per « emmascarar » el baix pressupost del seu film. Als bonus del DVD del film, explica subterfugis per imitar els moviments d'una dolly, per fer creure que hi ha diverses càmeres… D'altra banda, explica que la majoria de les armes utilitzades al film eren pistoles d'aigua.

### Música
La banda original del film va ser composta per familiars del director, sobretot pel seu pare Cecilio i el seu cosí Álvaro.

## Acollida
Malgrat el seu baix pressupost, el film ha donat la volta per nombrosos festivals com el Festival Internacional de Cinema de Toronto, el Festival de Cinema de Sundance o la Berlinale 1993. Les critiques han estat prou bones i el film ha estat observat pels grans estudis de Hollywood.
A la pàgina Rotten Tomatoes, el film recull un 93% d'opinions favorables, amb 27 critiques.

## Èxit i continuacions
- Aquest film ha permès a Robert Rodriguez fer les seves proves. Després de l'èxit d'aquesta producció, un pressupost més important va ser posat a la seva disposició amb la finalitat de realitzar un segon lliurament, Desperado, el 1995.
- Carlos Gallardo, que interpreta aquí el mariachi, apareixerà en el que serà la continuació directa del film, Desperado, que contràriament al que es creu no és un remake. Sols l'escena del final, on surt un flashback on l'heroi rememora la mort de l'heroïna del primer film, ha estat rodat de la mateixa manera, amb la finalitat de tenir una continuïtat. Hi tindrà el paper de Campa, un dels dos amics del mariachi, interpretat aquesta vegada per Antonio Banderas. Desperado reprèn molts elements de El Mariachi, sobretot l'escena final, reinterpretada amb Antonio Banderas. Consuelo Gómez (Domino), Peter Marquardt (Mauricio) i Jaime de Hoyos (Bigotón, el braç dret del cap) tornaran a fer els seus mateixos papers.
- El 2003, Robert Rodriguez realitza una 3r lliurament de les aventures del Mariachi amb Era una vegada al Mèxic.El mexicà, de nou amb Antonio Banderas. En aquesta pel·lícula, Carlos Gallardo apareix de nou, en un somni que té l'heroi.

## SagaEl Mariachi
- 1993: El Mariachi
- 1995: Desperado
- 2003: El mexicà (Once Upon a Time in Mexico)

## Premis i nominacions

### Premis
- Festival del cinema americà de Deauville 1993: premi del públic
- Festival de Cinema de Sundance 1993: premi del públic - film dramàtic
- Premis Independent Spirit 1994: millor primer film
- Premi ACE 1994: millor primer film

### Nominacions
- Festival del cinema americà de Deauville 1993: premi de la critica
- Festival de Cinema de Sundance 1993: gran premi del Jurat - film dramàtic
- Premis Saturn 1994: millor vídeo de gènere comercialitzat
- Premis Independent Spirit 1994: millor director per Robert Rodriguez